# José Ramón Ramos
José Ramón Ramos Cecilio (Ciudad Rodrigo, 2 febbraio 1943 – Madrid, 23 giugno 2024) è stato un cestista spagnolo.
Anche suo fratello Vicente Ramos fu un cestista.

## Carriera
Con la Spagna disputò tre edizioni dei Campionati europei (1963, 1965, 1967).

## Palmarès
- Campionato spagnolo: 5

Real Madrid: 1967-68, 1968-69, 1969-70, 1970-71, 1971-72
- Copa del Rey: 5

Estudiantes: 1963
Real Madrid: 1967, 1970, 1971, 1972